# Frances Donaldson
Frances Annesley, née Lonsdale en 1907, et morte en 1994, officiellement connue sous le nom de Lady Donaldson de Kingsbridge, est une écrivaine et biographe britannique.

## Biographie
Son père est le dramaturge Freddie Lonsdale. Elle épouse John George Stuart Donaldson, Baron Donaldson de Kingsbridge (connu sous le nom de Jack) en 1935. Son œuvre comprend des sujets telles que l'agriculture et des biographies sur les écrivains Evelyn Waugh et P. G. Wodehouse.

## Œuvres
- Approach to Farming (1941)
- Four Years Harvest (1945)
- Milk Without Tears (1955)
- Farming inBritain Today (1969) avec JGS Donaldson et Derek Barber
- Freddy Lonsdale (1957) — La biographie de Lady Donaldson sur son père
- Child of the Twenties (1962)
- The Marconi Scandal (1962)
- Evelyn Waugh: Portrait of a Country Neighbour (1967)
- Actor Managers (1970)
- Edward VIII (Weidenfeld & Nicolson, 1974) — remporte le Wolfson History Prize en 1974
- P. G. Wodehouse (1982)
- Yours Plum (1990)
- The British Council (1984)
- The Royal Opera House in the 20th Century (1988)
- A 20th-Century Life (1992)